# Museo de Kırklareli

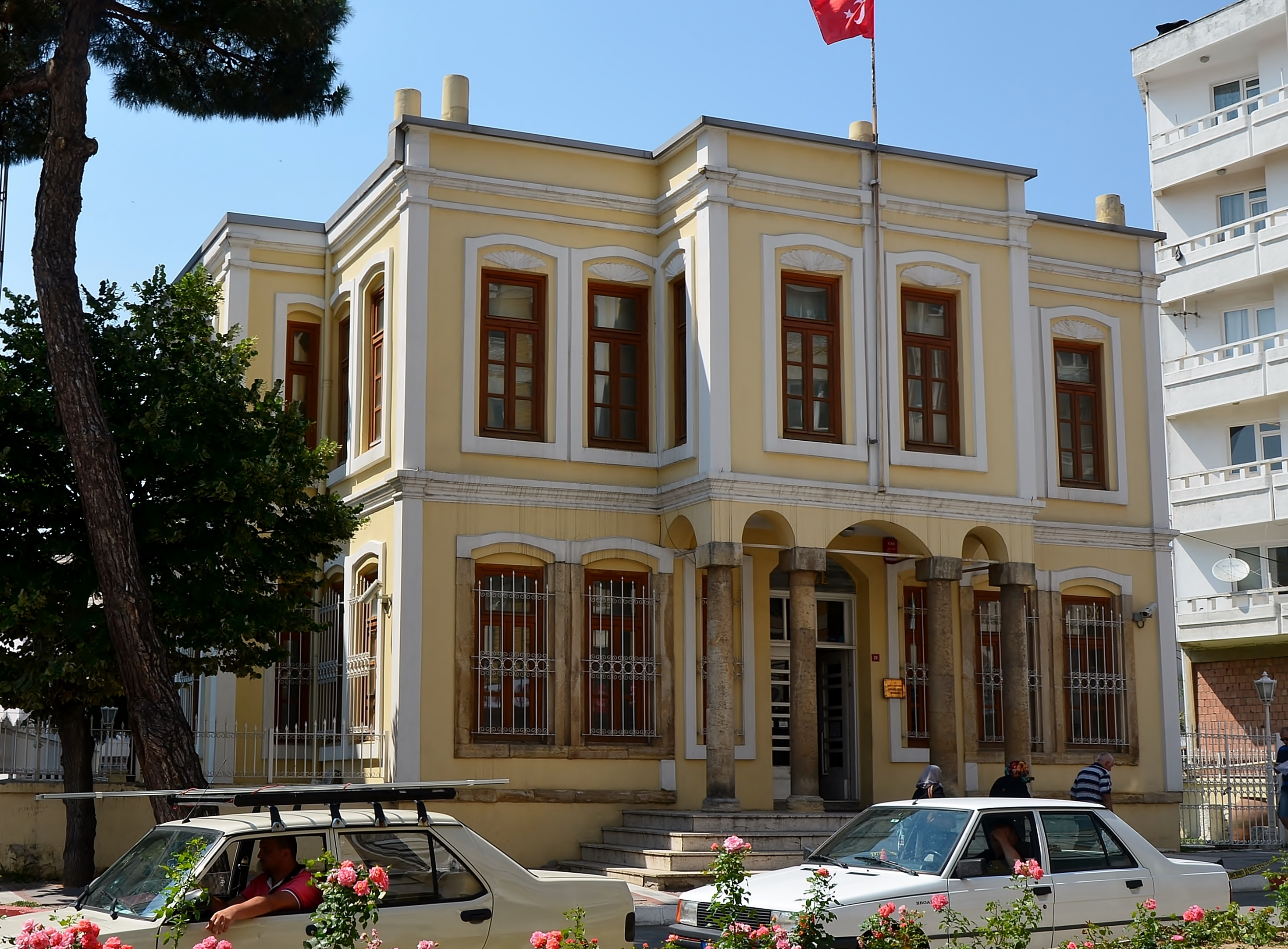
El museo desde afuera.

El Museo de Kırklareli (turco: Kırklareli Müzesi) es un museo nacional ubicado en Kırklareli, Turquía. Este museo exhibe especímenes de historia natural, artículos etnográficos relacionados con la vida cultural de la región y artefactos arqueológicos encontrados en el área de la ciudad y sus alrededores. El director del museo es Derya Balkan.

## Descripción
El edificio que hoy alberga el museo fue construido en 1894 por Mutasarrıf (gobernador) Neşet Pasha y el alcalde Hacı Mestan Efendi.  Fue utilizado como oficina de la municipalidad hasta 1962. En los años setenta el edificio fue desocupado y decayó. En 1983 comenzó la restauración del edificio y continuó sin interrupciones hasta 1993, cuando reabrió como museo.
Es un edificio de dos plantas con sótano y está construido con hormigón armado y ventanas en forma de arco por sus cuatro lados.  Posee una ventana mirador en la primera planta al centro del frente del edificio, que es soportada por cuatro columnas en la entrada principal. El museo consta de tres secciones para ¨cultura y naturaleza¨, ¨etnografía¨ y ¨arqueología¨. Posee un total de 3,507 artículos registrados, que incluyen 1,882 monedas, 1,110 artefactos arqueológicos y 515 artículos relacionados con la etnografía.
El museo sirve como centro de investigación histórica de la región y colabora con instituciones científicas, asistiéndolas y guiándolas.  Su principal tarea es registrar la propiedad natural y cultural de la región.  Se registran un total de 269 sitios conservados, incluyendo 98 sitios arqueológicos, 3 sitios urbanos, 13 reservas naturales y 155 sitios históricos de un solo edificio.
En 2013, se registraron 9,362 visitantes de los cuales 417 eran turistas extranjeros.  En 2014, un total de 9,066 visitantes fueron registrados siendo 535 de ellos turistas extranjeros.

### Sección de historia natural
Un amplio salón del primer piso está reservado para la colección de historia natural. Un total de 102 especies nativas de la región, incluyendo 76 especies de aves y mamíferos taxidermizados, se exhiben en su ambiente natural. Algunas de las especies están extintas y otras se encuentran entre las especies en peligro de extinción.

### Sección de etnografía
Las exhibiciones de la sección de etnografía se encuentran en la segunda planta junto a la sección de arqueología. Consiste de 188 artículos que representan la vida rural de la región entre los siglos 19 y 20, y de la vida en la ciudad de Kırkareli en el mismo periodo. Se exhiben alfombras, joyería, ropa y objetos domésticos.  

### Sección de arqueología
Los 236 artefactos arqueológicos fueron todos excavados en sitios alrededor de Kırkareli. Hay artefactos de los asentamientos de Aşağıpınar, Kanlıgeçit y Tilkiburnu; y de los túmulos de İslambeyli, Pınarhisar, Alpullu Höyüktepe y Dolhan. Hay fósiles de especies marinas y terrestres, que abarcan desde el Holoceno hasta la Antigua Roma. Hay artefactos arqueológicos del Neolítico, la Edad del Cobre y la Edad del Hierro, así como de la Antigua Grecia, la Antigua Roma, el Imperio Bizantino y el Imperio Otomano.
El museo también cuenta con una colección de 72 monedas pertenecientes a la Antigua Grecia, la Antigua Roma, el Imperio Bizantino y el Imperio Otomano.  Una escultura de tamaño natural de un torso humano femenino se exhibe en la entrada principal. También se exhiben relieves de mármol de un anfiteatro del Imperio Romano (siglo 2), excavados entre 1995 y 1997 en Vize. Debido a nuevos hallazgos arqueológicos y al limitado espacio del museo, algunos artefactos arqueológicos se intercambian por temporadas.